# Emily Greene Balch
Emily Greene Balch (8. ledna 1867 Boston – 9. ledna 1961) byla americká akademička, spisovatelka, kvakerka a pacifistka, která v roce 1946 spolu s Johnem Mottem získala Nobelovu cenu za mír, a to hlavně za práci v Mezinárodní ženské lize za mír a svobodu (WILPF) a ve Společnosti národů.